# Cornelis Buijs
Cornelis Buijs Corneliszoon (Amsterdam, 17 juni 1757 – Zaltbommel, 2 maart 1831) was een Nederlands multi-instrumentalist. Hij bespeelde het pijporgel en carillon, maar was ook bedreven op viool, altviool, hoorn en trompet.
Hij werd geboren binnen het gezin van muziekmeester en torenwachter Cornelis Buijs en Elisabeth Smit (Leijsie Smith). Broer Jan Buijs (Amsterdam, ca. 1771 – Zaltbommel, 8 januari 1822) was eveneens organist en violist. Cornelis was getrouwd met Maria Sluijter maar had in Alijda Brandts een minnares, met wie hij later trouwde. Uit de relatie met de minnares kwam voort Cornelis Alijander Brandts, die later, na het huwelijk van zijn ouders, als Cornelis Alijander Brandts Buys door het leven ging.
Hij kreeg zijn muzikale opleiding van zijn vader en Abt Vogler (seizoen 1789-1790). Hij was toen enige tijd lid van diverse korpsen in de stad. Vervolgens was hij vanaf 1783 organist en beiaardier te Kampen. Hij vertrok in 1791 naar Zaltbommel om daar dezelfde functies te bekleden. Hij speelde composities van anderen zoals Johann Sebastian Bach, Georg Friedrich Händel en zijn leraar Abt Vogler, maar hij improviseerde ook.